# Playa de las Américas

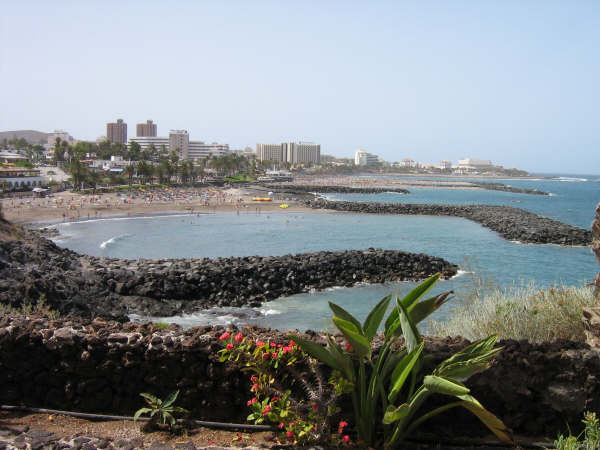
Playa de las Américas

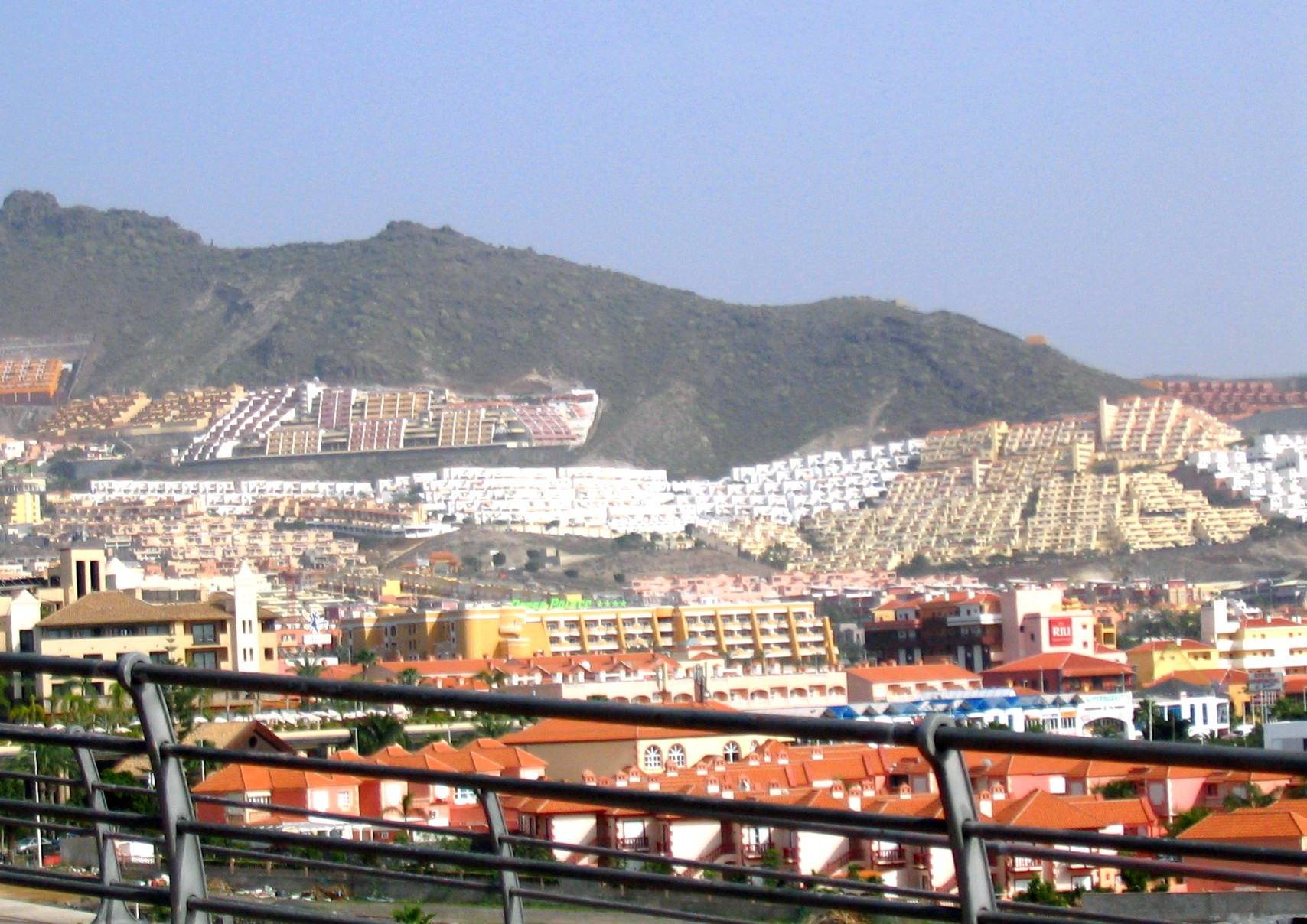

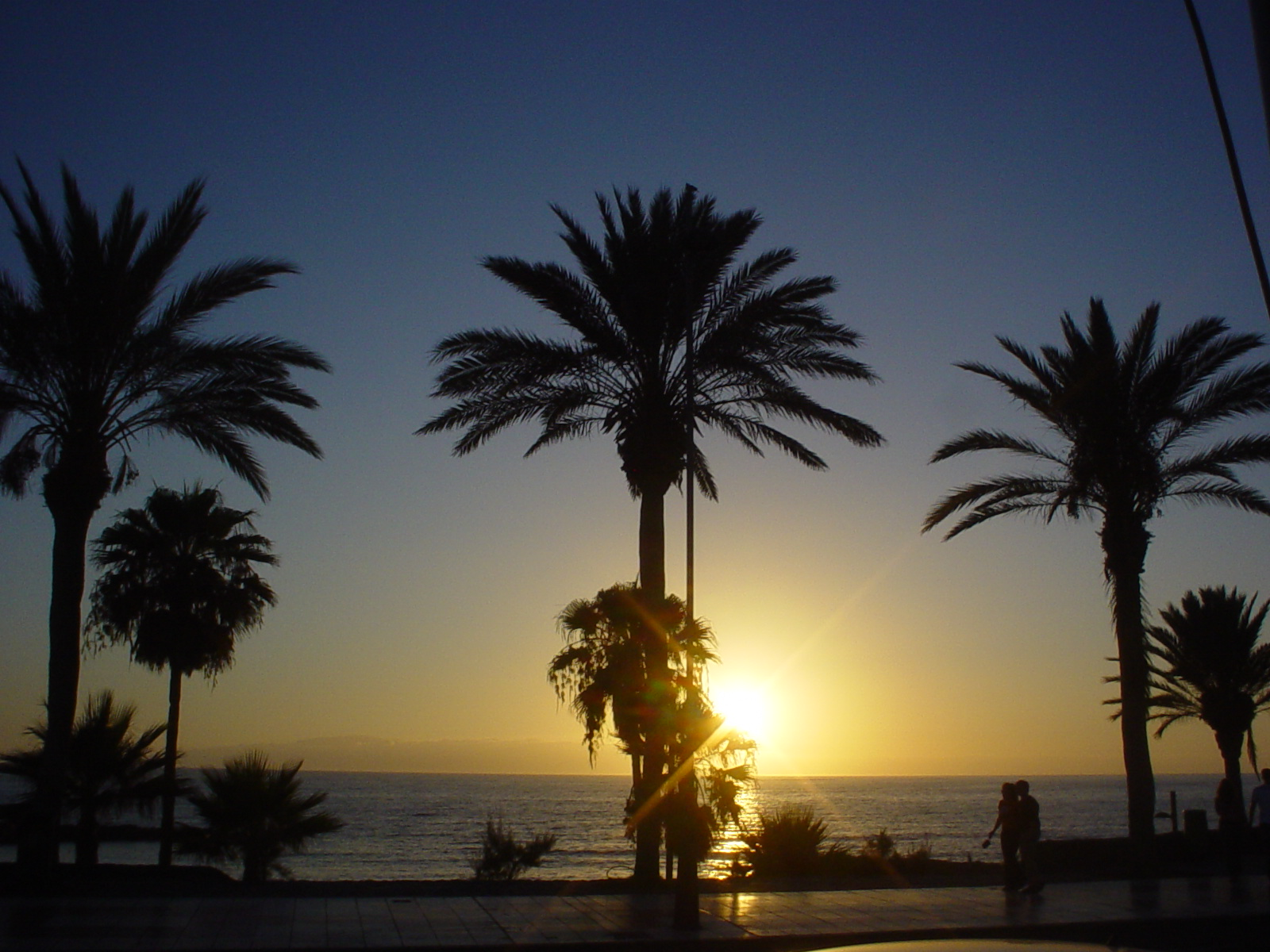

Playa de las Américas – centrum turystyczne zlokalizowane na południu Teneryfy, jednej z Wysp Kanaryjskich (Hiszpania). Rozciąga się od zachodniej strony góry Chayofita do plaży El Bobo. Jest zlokalizowana na terenie dwóch gmin: Arona i Adeje.
Klimat jest słoneczny przez większość dni w roku, a liczba ludności zarejestrowanej w spisie powszechnym sięga 13102 mieszkańców (styczeń 2006).
Playa de las Americas rozwinęło się w latach 60. XX wieku, wywodząc się ze strefy turystycznej Los Cristianos, i graniczy z Costa Adeje, należącego do gminy Adeje. Na tym obszarze Teneryfy uprawiane są sporty wodne takie jak surfing, nurkowanie, sporty motorowodne, etc., a w oceanie żyje tutaj wiele delfinów i wielorybów. Las Américas dysponuje bogatą ofertą zakwaterowania w apartamentach i hotelach wszystkich kategorii. Nie brak tu również hoteli najwyższej kategorii, zaliczanych do luksusowych. W Las Américas (nazwa stosowana przez mieszkańców Teneryfy) istnieje duża liczba apartamentów, aparthoteli, hoteli różnych kategorii, a nawet kwater wiejskich rozlokowanych na terenie gminy. 
Obszar jest skomunikowany autostradą TF-1. Najbliższe lotnisko znajduje się w południowej części Teneryfy, o ok. 20–25 minut drogi samochodem. W strefie Playa de las Américas znajduje się wiele plaż, w większości sztucznych, zbudowanych z piasku przywiezionego z Afryki. Oprócz tego jest jednym z miejsc, które dysponuje niezwykle bogatą ofertą rozrywkową na południu Teneryfy, z barami, pubami, restauracjami i licznymi dyskotekami włącznie.
Plaże: Playa de las Américas I i Playa de las Américas II, otrzymały niebieską flagę, którą przyznaje Europejska Fundacja Edukacji Środowiskowej. Tę nagrodę przyznaje się plażom, które spełniają normy Wspólnoty Europejskiej w kwestii czystości wód przybrzeżnych i pozostałych usług eksploatacyjnych, jak również pozostałe wymagania.